# Labidochromis
Labidochromis is een geslacht van straalvinnige vissen uit de familie van de cichliden (Cichlidae).

## Soorten
- Labidochromis caeruleus Fryer, 1956
- Labidochromis chisumulae Lewis, 1982
- Labidochromis flavigulis Lewis, 1982
- Labidochromis freibergi Johnson, 1974
- Labidochromis gigas Lewis, 1982
- Labidochromis heterodon Lewis, 1982
- Labidochromis ianthinus Lewis, 1982
- Labidochromis lividus Lewis, 1982
- Labidochromis maculicauda Lewis, 1982
- Labidochromis mathotho Burgess & Axelrod, 1976
- Labidochromis mbenjii Lewis, 1982
- Labidochromis mylodon Lewis, 1982
- Labidochromis pallidus Lewis, 1982
- Labidochromis shiranus Lewis, 1982
- Labidochromis strigatus Lewis, 1982
- Labidochromis textilis Oliver, 1975
- Labidochromis vellicans Trewavas, 1935
- Labidochromis zebroides Lewis, 1982